# Sellafield

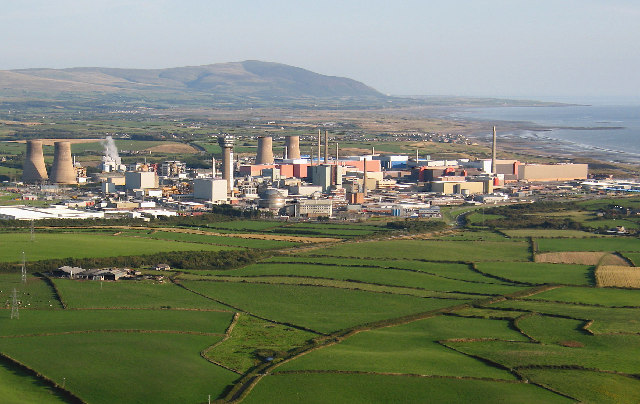
Vista aerea del sito nel 2005

Sellafield è un sito nucleare britannico situato sulla costa del mare d'Irlanda nella contea di Cumbria in Inghilterra.
Ospita sia un impianto di ritrattamento del combustibile nucleare irraggiato di proprietà di BNFL che la ex centrale nucleare di Calder Hall, dotata di un reattore di tipo Magnox e che fu il primo impianto commerciale di produzione elettronucleare al mondo.
Il reattore di Calder Hall è stato chiuso nel 2003. L'autorità britannica per lo smantellamento degli impianti nucleari ritiene che sarà possibile smantellarlo per il 2115, cioè dopo 160 anni dall'inaugurazione. In alternativa è stato studiato un piano (con orizzonte temporale di 100 anni) per mantenere l'impianto, trasformandolo in una "attrazione turistica di valore storico".
Sellafield è sede anche di altri impianti nucleari dismessi e per i quali non sono stati ancora definiti i tempi di smantellamento.

## Incidenti nucleari
Il complesso era originariamente denominato Windscale, dal nome di un reattore militare presente sul luogo. Tuttavia nel 1981, anche per via della cattiva immagine che questo sito si era fatto a causa di due incidenti a tale centrale accaduti nel 1957 e nel 1973, si preferì modificarne la denominazione.
Fra il 2004 e il 2005 nel THORP (Thermal Oxide Reprocessing Plant), un impianto di riprocessamento presente in loco, si verificò una perdita di 83 m³ di una soluzione di acido nitrico contenente uranio e plutonio. La perdita, proveniente da una conduttura incrinata, perdurò per ben 10 mesi e il liquido percolò nel bacino di acciaio inossidabile del contenimento secondario dell'impianto. La perdita di materiali fissili sciolti nell'acido fu stimata in venti tonnellate di uranio e 160 kg di plutonio. Il materiale, parzialmente riprocessato, fu drenato in vasche di stoccaggio, ma la riparazione della conduttura danneggiata è stata ritenuta non praticabile perché il livello di radiazioni presenti nella cella è così alto da rendere impossibile persino l'intervento dei robot automatizzati.
 Livello dell'incidente su scala INES: 3 su 7.